# Рыболовство в Никарагуа
Рыболовство является одной из отраслей экономики Никарагуа.

## История
Племена индейцев, обитавших на территории в современных границах Никарагуа занимались рыболовством ещё до появления здесь в сентябре 1502 года экспедиции Х. Колумба. После высадки в 1523 году на побережье испанских конкистадоров, в 1523-1524 гг. основавших первые поселения, ловлей рыбы начали заниматься и колонисты.
Неоднократные нападения пиратов (в 1665, 1676, 1685, 1687, 1688 и 1700 г.) и тропические ураганы сдерживали развитие мореплавания и рыболовства.
В начале 1960-х годов несмотря на то, что протяженность береговой линии Никарагуа достигает почти 1000 км, промышленное рыболовство в стране было развито очень слабо. На Тихоокеанском побережье оно практически отсутствовало, а на Атлантическом ограничивалось ловлей креветок и морских черепах, которые вывозили в США (так, в 1961 году в США было экспортировано около 1700 тонн съедобных морских черепах и около 400 тонн креветок, замороженных на морозильном заводе в городе Блуфилдс). Ещё некоторое количество рыбы вылавливали в озере Никарагуа (в основном, в районе города Сан-Карлос) и реках. Среднедушевое потребление рыбы и морских продуктов (без учёта ловли рыбы индейцами в реках восточных районов страны) не превышало одного фунта в год.
По состоянию на начало 1970-х годов, Никарагуа оставалась экономически отсталой аграрной страной со слаборазвитой промышленностью. Основой экономики являлось сельское хозяйство (в первую очередь - растениеводство, в меньшей степени - животноводство), однако к 1971 году улов рыбы, креветок и омаров увеличился до 9,4 тыс. тонн, при этом креветки входили в число экспортных товаров.
После победы Сандинистской революции 19 июня 1979 года началось развитие отношений Никарагуа с СССР и другими социалистическими странами. В 1980е годы Куба бесплатно передала Никарагуа 22 судна для лова креветок и лангустов.
В 2007 году основой экономики по-прежнему являлось сельское хозяйство, однако улов рыбы составлял около 38 тыс. тонн.
В 2022 году была принята государственная программа продовольственного обеспечения, предусматривавшая мероприятия по развитию пресноводного рыбоводства. В сентябре 2022 года в департаменте Леон было создано десять опытных станций по разведению тиляпии (общее руководство этим проектом возложено на университет в Леоне и министерство образования страны).